# 북부자유꼬리박쥐
북부자유꼬리박쥐(Mormopterus lumsdenae)는 큰귀박쥐과에 속하는 박쥐의 일종이다. 오스트레일리아의 토착종이다.